# Rita Lee (альбом, 1979)
| Оценки критиков | Оценки критиков |
| Источник        | Оценка          |
| --------------- | --------------- |
| Allmusic        | [ 1 ]           |

Rita Lee — третий сольный альбом Риты Ли, выпущенный после её разрыва с группой Tutti Frutti. Под сильным влиянием диско-саунда, который был популярен в то время, Rita Lee можно рассматривать как переходный альбом, в котором Ли отклоняется от своего фирменного стадионного рока в сторону более доступного мейнстрима. Альбом известен тем, что стал первым из многих совместных работ с её нынешним мужем Роберто де Карвальо.

## Список композиций
Слова и музыка всех песен — Риты Ли и Роберто де Карвальо, кроме отмеченных..
| №  | Название                     | Длительность |
| -- | ---------------------------- | ------------ |
| 1. | «Chega Mais»                 |              |
| 2. | «Papai, Me Empresta o Carro» |              |
| 3. | «Doce Vampiro» (Рита Ли)     |              |
| 4. | «Corre-Corre»                |              |

| №  | Название                                      | Длительность |
| -- | --------------------------------------------- | ------------ |
| 5. | «Mania de Você»                               |              |
| 6. | «Elvira Pagã»                                 |              |
| 7. | «Maria Mole» (Рита Ли, Гуто Граса Мелло)      |              |
| 8. | «Arrombou a Festa II» (Рита Ли, Пауло Коэльо) |              |